# Jakob Frančišek Zupan
Jakob Frančišek Zupan (tudi Suppan), slovenski skladatelj in pedagog, * 27. julij 1734, Schrötten, Zgornja Štajerska, † 11. april 1810, Kamnik.
Je avtor prve slovenske opere Belin, katere notni zapis je veljal za izgubljenega do leta 2008. Besedilo je bilo objavljeno 1780 v  Pisanicah (pesnik in jezuit Anton Feliks Dev = Janez Damascen Dev).

## Življenje in delo
Življenjska pot slovenskega poznobaročnega skladatelja Zupana je po dosedanjih raziskavah še vedno zavita v meglo. O njegovi mladosti je bore malo znanega, ve se samo kraj in datum rojstva. Tudi glede Zupanovega učiteljevanja v Kamniku in Komendi se podatki iz raznih strani ne ujemajo med seboj. Iz ohranjenih virov pa si lahko vsaj v glavnih potezah ustvarimo sliko Zupanovega življenja. Rodil se je v vasi Schrötten pri St.Lorenzenu am Hensberg v okraju Wildon na Gornjem Štajerskem. Kako je preživljal otroško dobo ni nobenega vira. Prav tako ni nič znanega o Zupanovem šolanju in glasbenem izobraževanju, vse do leta 1757 ko pride v Kamnik. V mestu, ki je bilo v kulturnem in gospodarskem pogledu precej živahno, je Zupan kmalu zaslovel kot izvrsten glasbenik. Na domu župnijskega organista Valentina Götzla, ki je poučeval kamniško mladino v petju in glasbi, se je seznanil z njegovo hčerko Jožefo, s katero se je kmalu oženil. Za talentiranega mladega moža je zvedel komendski župnik Peter Pavel Glavar in ga zvabil v Komendo. Kamničanom je bilo žal, da jih je Zupan zapustil, premišljevali so, kako bi spretnega glasbenika spet pridobili v svoje mesto. Ponudili so mu službo organista in naslov zborovodje z letnim dohodkom 310 goldinarjev in 16 krajcarjev. Zaradi boljših eksistenčnih pogojev in ker se mu je družina povečala za enega člana - rodila se je hči Cilka - je ponudbo sprejel in se leta 1765 vrnil v Kamnik.
Ko se je drugič naselil v Kamniku je bil star 31 let in je v mestu ostal do svoje smrti. V tem mestu je služboval kot organist in 'regens chori' (zborovodja) v župnijski cerkvi Matere Božje na Šutni poleg tega je deloval tudi v tamkajšnjem združenju sv. Cecilije (Accademische Confoederation St. Caeciliae). To društvo je gojilo prosvetno in cerkveno glasbo ter prirejalo na vsak praznik ali vsaj enkrat na mesec instrumentalne maše. Duša društva je bil zborovodja Jakob Zupan. V razgibanem glasbenem življenju je našel mnogo spodbud za ustvarjanje: njegove kompozicije in pesmi so imele pri občinstvu velik uspeh, tako da je Zupanovo ime kmalu zaslovelo tudi zunaj ozkega lokalnega okvira. Zato je bilo njegovo po vsej priliki dokaj plodno ustvarjanje usmerjeno predvsem na sakralno področje. Seveda je to ustvarjanje ohranjeno le v manjšem obsegu in z izjemo Te Deuma, ki je eden najstarejših rokopisov ljubljanske stolnice, so vse Zupanove skladbe v Novem mestu, kjer jih hranita arhiv frančiškanskega samostana in kapiteljski arhiv. Ker pa je Zupan deloval v skromnih razmerah, je razumljivo, da ni komponiral monumentalnih in tehnično zahtevnih del, ki predpisujejo obsežen izvajalski aparat. Navadno se je zadovoljil s spremljavo godal (prve in druge violine) in continua, katerim je včasih pridružil še par klarinov ali rogov. Ne glede na to nam njegova doslej znana kompozicijska zapuščina razodeva tehnično dovolj veščega in prav domiselnega ustvarjalca. Marko Pohlin ga je imenoval »egregius Compositor et Musicus«. Stilno je Zupan izrazit predstavnik prehodnega obdobja, ko je odmiral barok in se porajale osnove klasicizma, zato ni ljubil težke patetike in zapletenega kontrapunkta. Njegova glasba je jasna in enostavna.